# سانتیاگو اسکایبار
سانتیاگو اسکایبار (انگلیسی: Santiago Ascacíbar؛ زادهٔ ۲۵ فوریهٔ ۱۹۹۷) بازیکن فوتبال اهل آرژانتین است که در پست هافبک بازی می‌کند.
از باشگاه‌هایی که در آن بازی کرده‌است می‌توان به باشگاه فوتبال هرتابرلین، باشگاه فوتبال استودیانتس، و باشگاه فوتبال اشتوتگارت اشاره کرد.
وی همچنین در تیم‌های ملی فوتبال زیر ۲۰ سال آرژانتین، زیر ۲۳ سال آرژانتین، و آرژانتین بازی کرده‌است.